# 六所神社 (豊田市)
六所神社（ろくしょじんじゃ）は、愛知県豊田市坂上町にある神社である。旧社格は県社。

## 概要
上宮・八ケ峰神社・下宮などで構成される神社の総称でもある。祭神は猿田毘古神（サルタヒコ）・塩椎神（シオツチノオジ）・岐の神・日本武尊（やまとたけるのみこと）。流造銅板葺の本殿、旧篭屋を転用した覆殿（以上上宮）、流造板葺の假本殿、木造銅板葺の覆殿、木造平屋瓦葺の祭文殿・渡殿・拝殿・神楽殿、舞台（豊田市指定有形民俗文化財）、流造木造平屋瓦葺の社務所、神庫、流造銅板葺の秋葉神社本殿（以上下宮）、流造桧皮葺の本殿（以上八ケ峰神社）、一の鳥居、二の鳥居、三の鳥居などで構成される。上宮は六所山の山頂にほど近い山麓に鎮座し、八ケ峰神社は上宮よりわずかに北にあり、下宮の所在地は坂上町字地蔵堂、一の鳥居の所在地は坂上町字金姓などとなる。

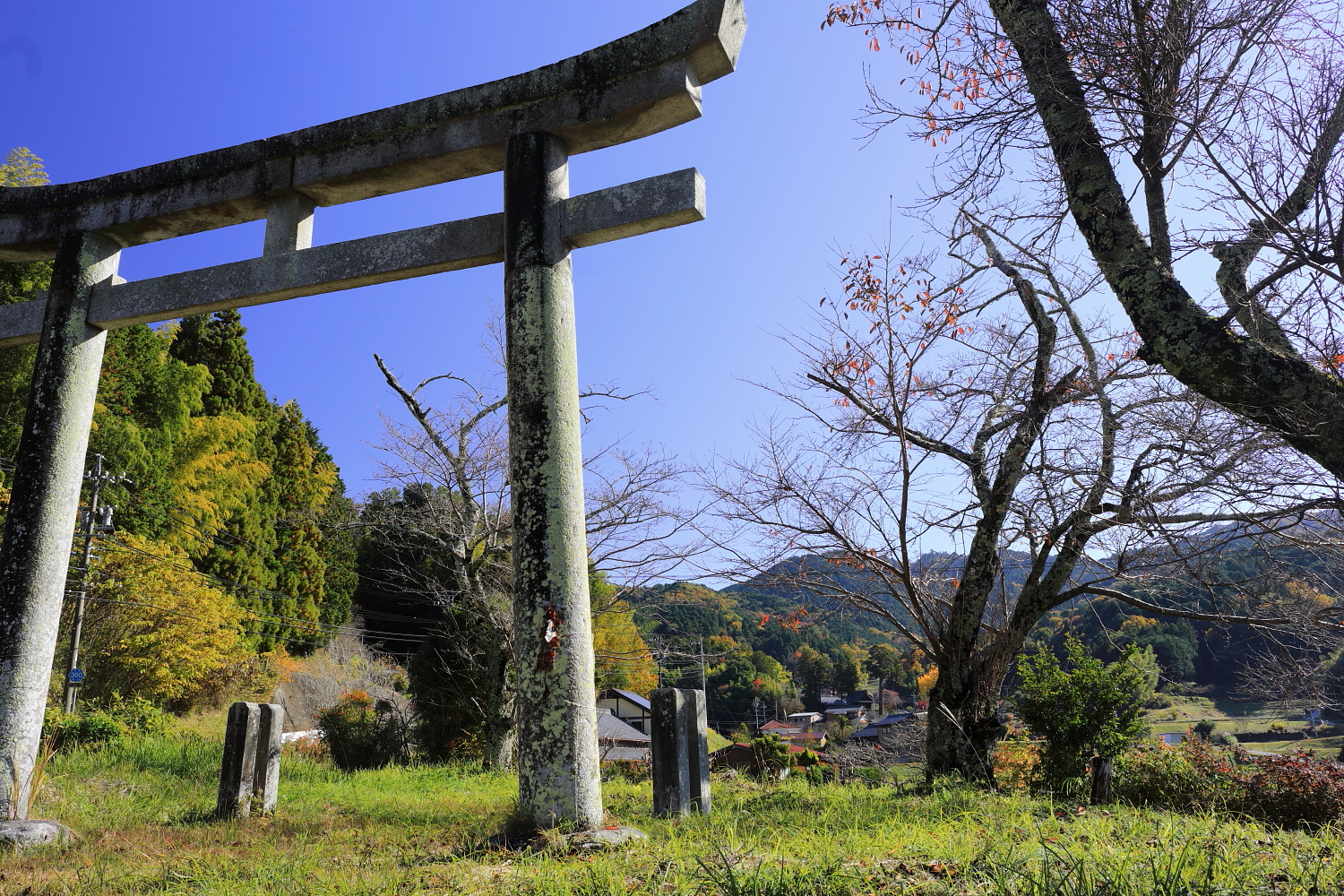
六所神社一の鳥居。奥手に望むのは六所山。 （2019年（令和元年）11月）
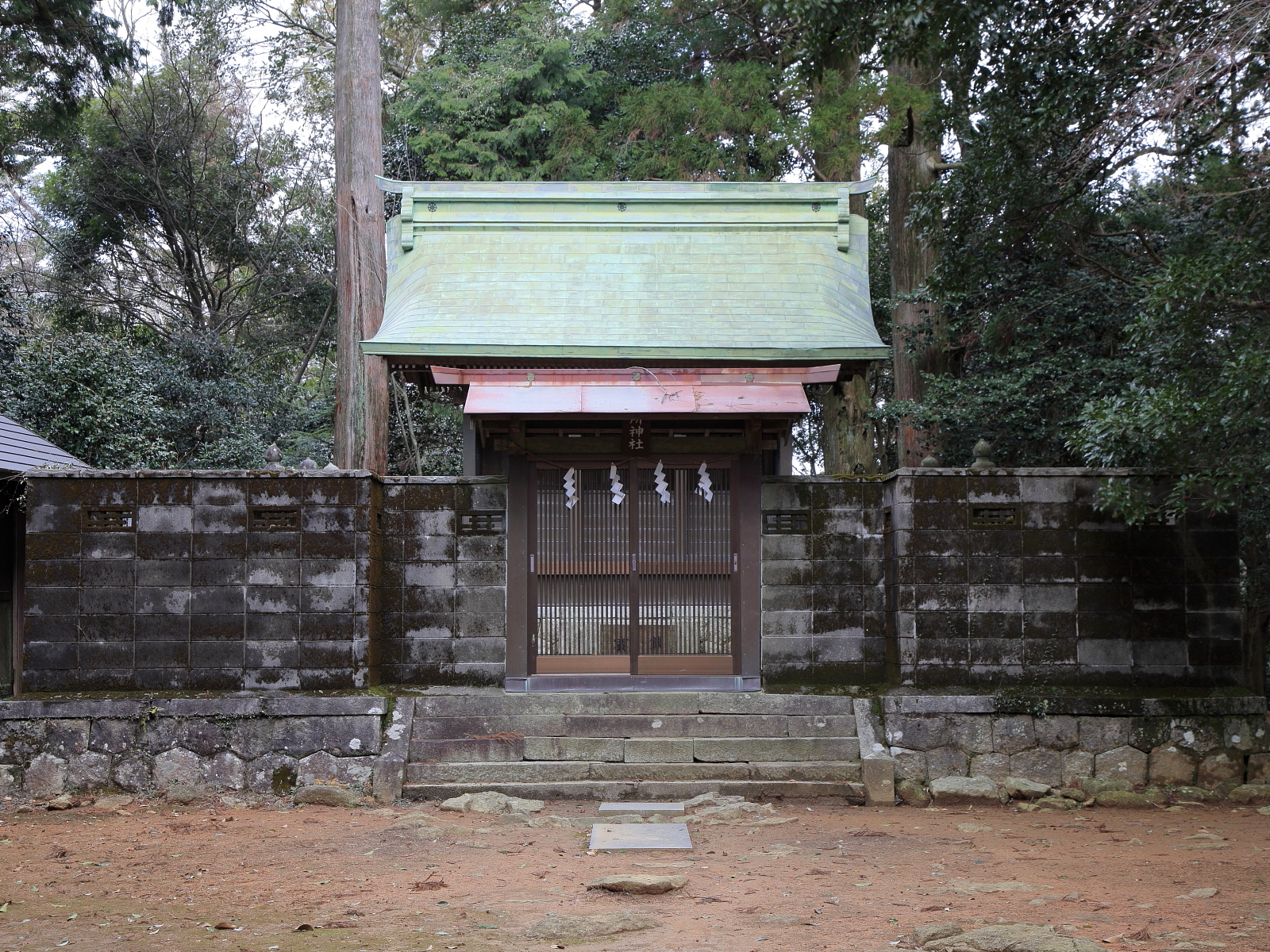
六所神社上宮 （2012年（平成24年）4月）
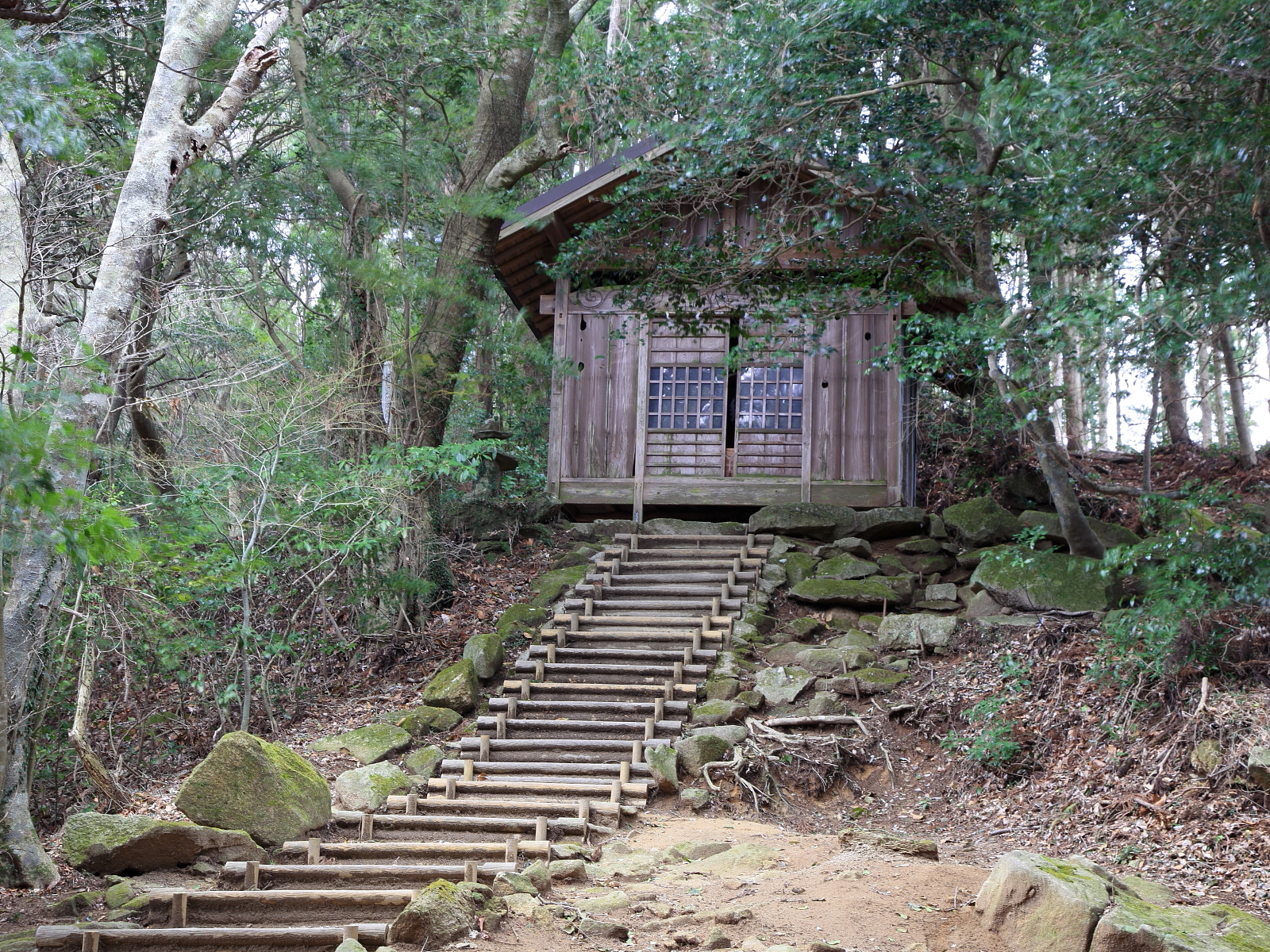
八ケ峰神社 （2012年（平成24年）4月）
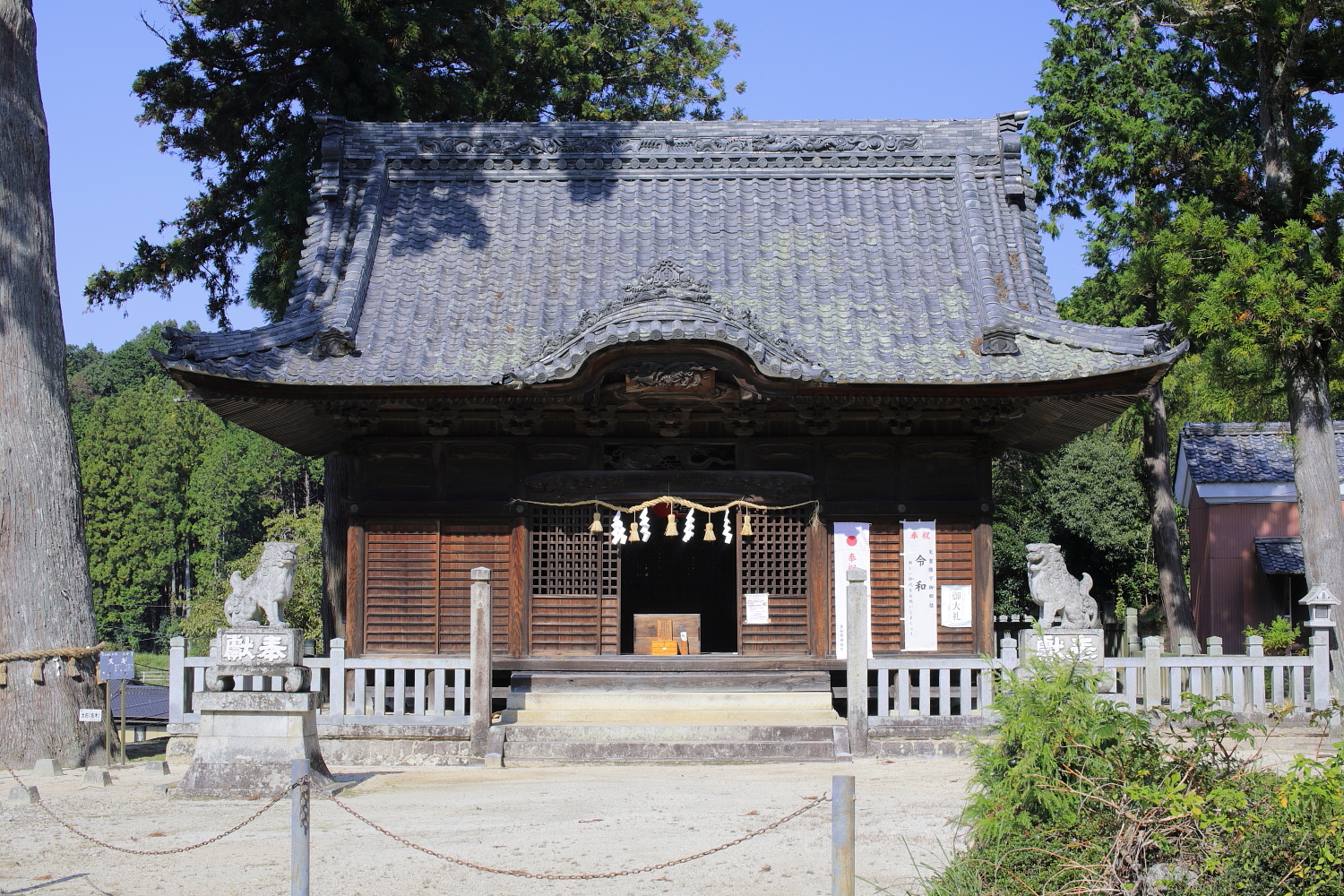
六所神社下宮拝殿 （2019年（令和元年）11月）
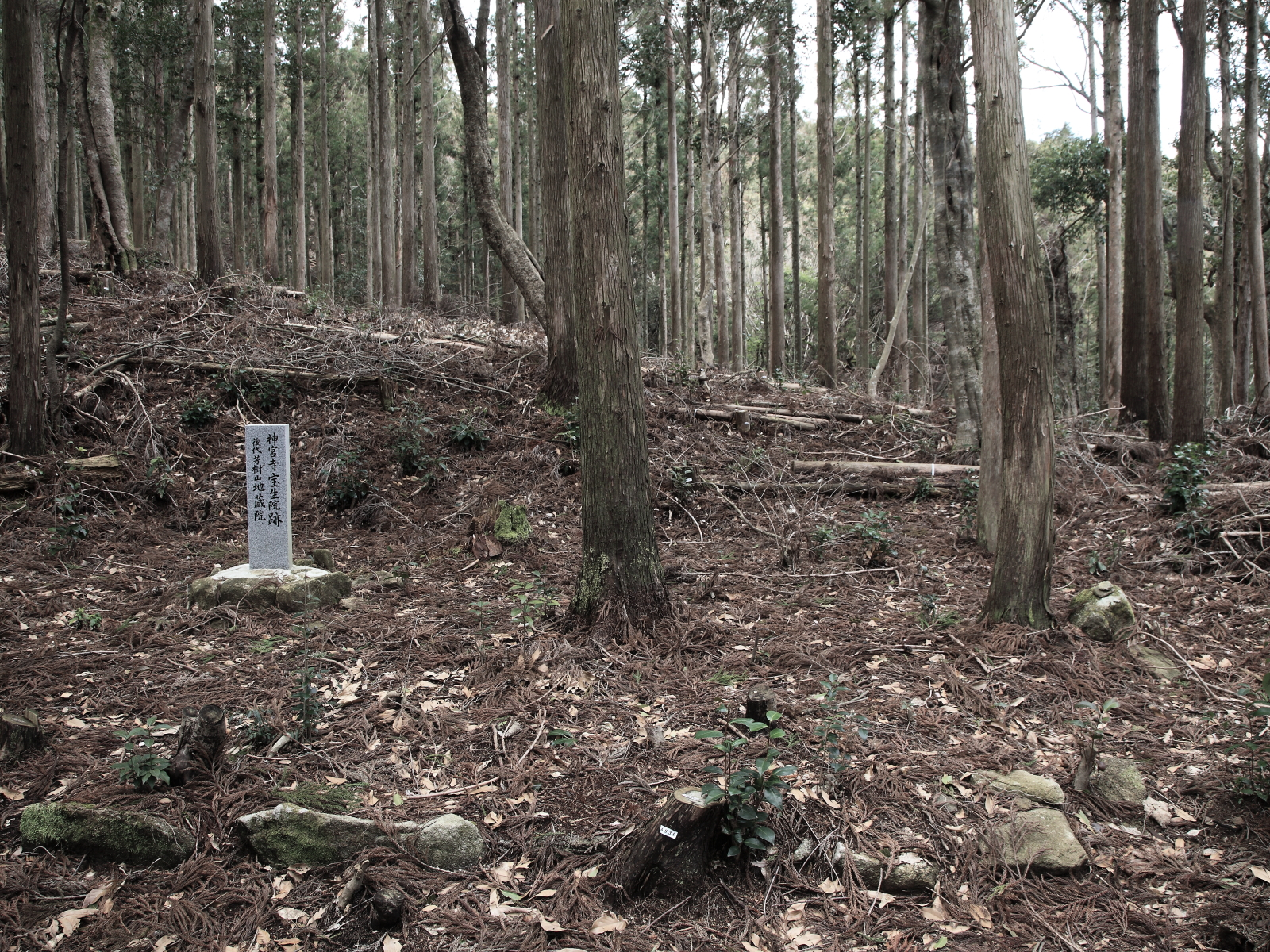
神宮寺宝生寺跡 （2012年（平成24年）4月）

## 歴史

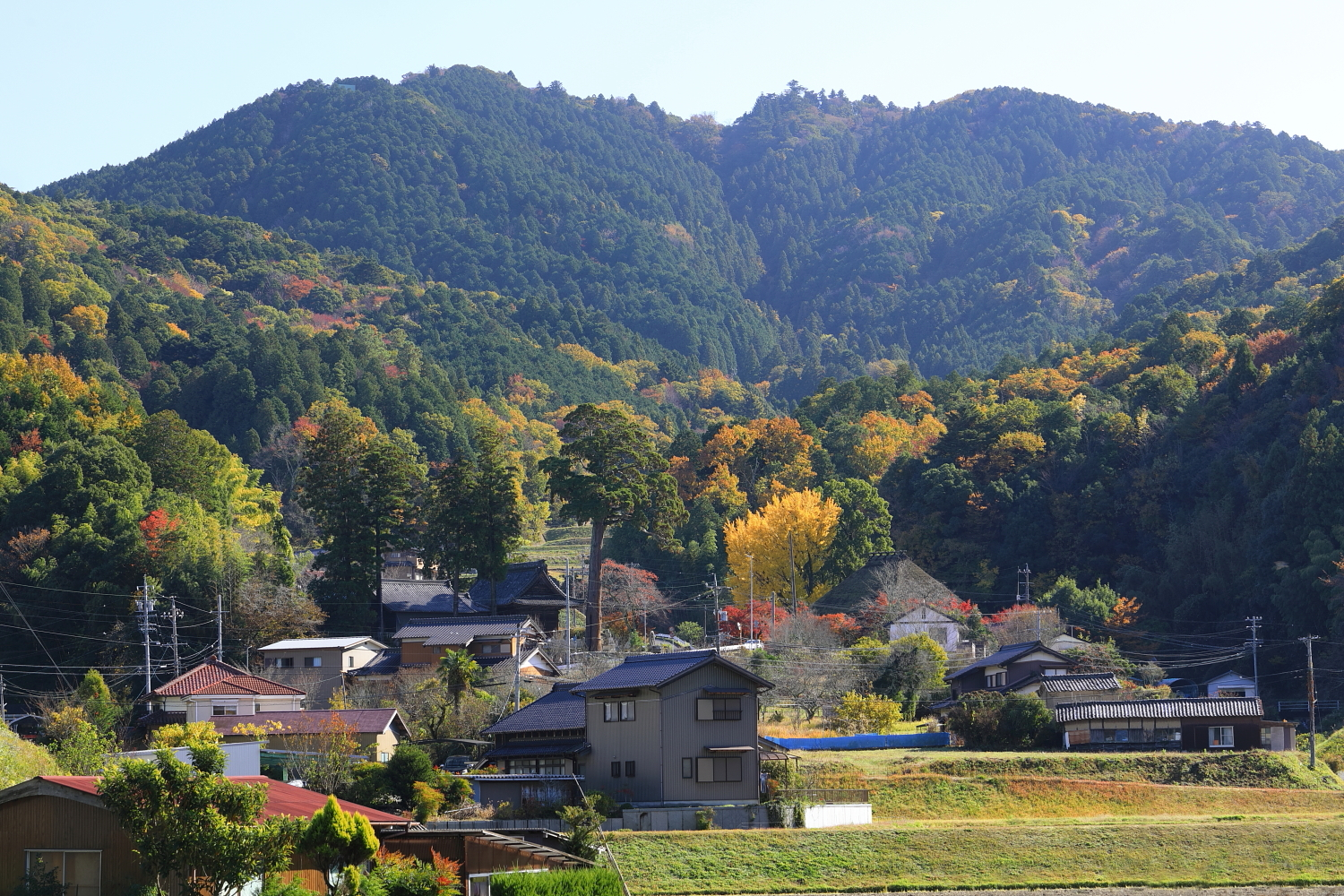
六所山遠景
（豊田市坂上町、2019年（令和元年）11月）

六所山は古来より猿投山・本宮山と共に三河国三霊山のひとつとされ、山自体が神体とされて大山積神（オオヤマツミ）など6柱の祭神が奉祀されていた。現在でも字金姓の小台地にたたずむ一の鳥居は、六所山を遙拝するのに最も適した場所にあり、古代、この地に最初期の遙拝所が建てられたものとも推察し得る。後に社殿の築造という仏教文化に由来する概念が国内に浸透し、六所山山頂にも社殿が築かれることになるのは遅くとも平安時代末期頃と考えられており、上宮近辺で平安時代から室町時代にかけての土器（かわらけ）片が発見されるのは、この地でこの時代に祭祀が行われていたことを裏付けるものである。なお、1604年（慶長9年）の『慶長検地帳』には鳥居下という地名がみられることから一の鳥居がこの時期にすでに築造されていたと推定されるが、建立そのものの時期はよく分かっていない。鳥居の両際には長らくマツの巨木が立ちそびえており、2本とも樹齢500年以上と言われていたが、1959年（昭和34年）9月に上陸した伊勢湾台風によって倒れている。
一帯はかつては松平郷といい、松平氏（徳川氏）発祥の地である。1377年（永和3年・天授3年）8月19日、松平宗家初代松平太郎左衛門親氏が奥州より鹽竈（しおがま）六所明神（鹽竈神社の六所宮の神）を六所山に勧請した上で奉祀したとされる。それまで「吉木山」「蜂ケ峰山」などとされていた山名が、以降六所山と呼ばれるようになる。産土神として奉拝されていた大山祇神はその社地を譲って北東の蜂ケ峰に遷され、以来「隠居神様」と呼ばれながら六所神社摂社の八ケ峰神社として存続することになる一方、新たに祀られた客人神の本殿は芳樹宮と名付けられ、六所大明神と称されて、松平氏・徳川氏の氏神として歴代当主の崇拝を受けていくことになる。早くも1474年（応仁元年）には松平宗家第4代松平親忠が、1520年（永正元年）には松平宗家第5代松平長親が社殿の再建に取り組んでいる。1527年（大永7年）12月には野火で社殿が全焼したが、このとき松平長親と松平宗家第6代松平信忠は連署の上、松平家一門に対して殿舎再建への寄進を依頼している。なお、下宮は六所山南麓にある槙ケ田和村（現豊田市花沢町）に鎮座していたのを現在地に移し、当地を宮口村と名付けて社領としたのも松平長親だとする伝承が残っている。1542年（天文11年）に松平宗家第8代松平広忠に嫡子竹千代が誕生した際に礼拝がなされたといわれる高宮村（現岡崎市明大寺町）の六所神社に対し、竹千代長じて岡崎城城主となった徳川家康は、永禄年間（1558年 - 1570年）に六所山六所大明神の祭神6柱のうち3柱を勧請し、遷座したという。ただし岡崎市誌によれば、松平広忠寄進状などの史料より1546年（天文15年）以前にはすでに遷座していたことがうかがわれる。

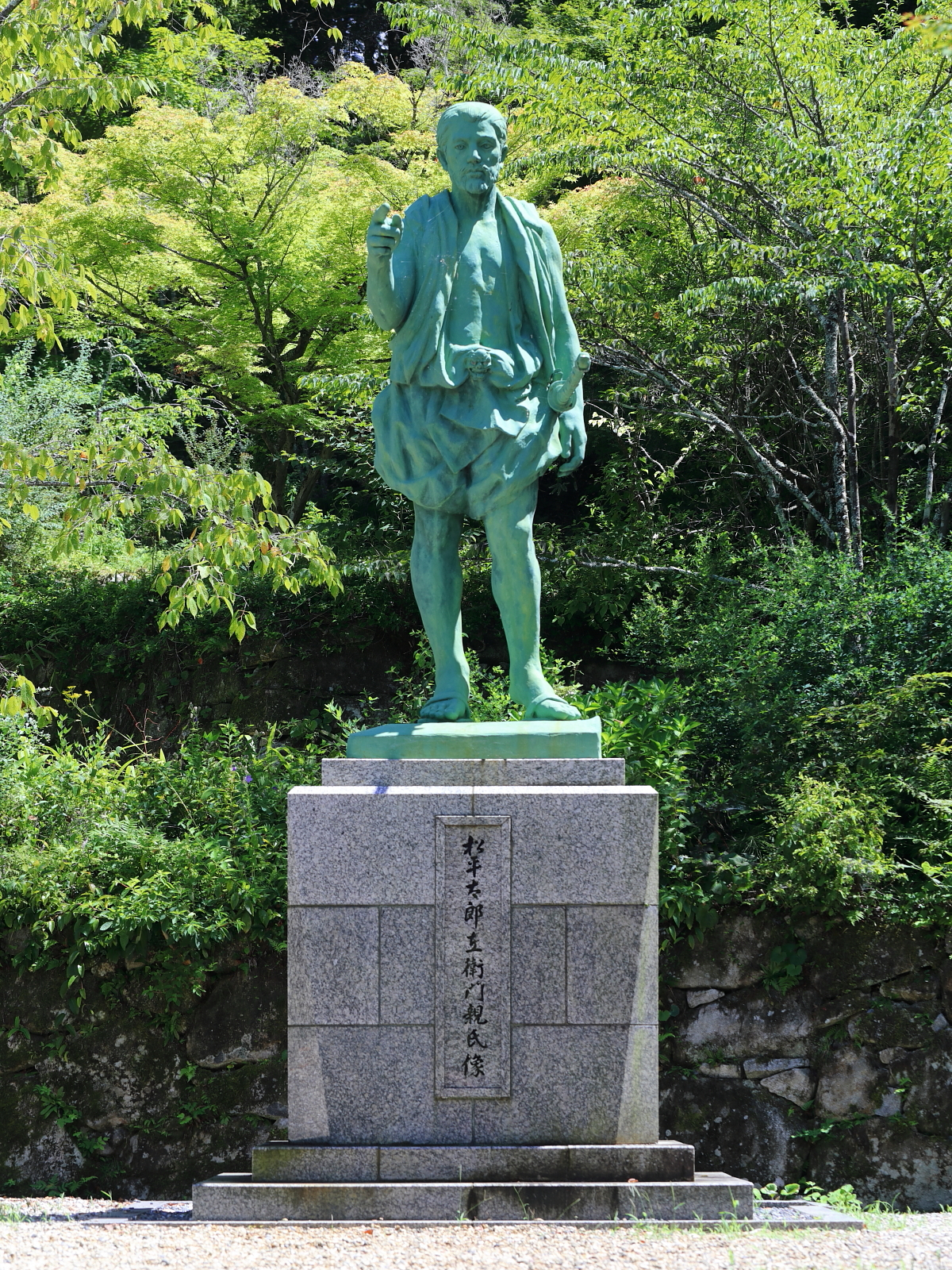
松平親氏像 （豊田市松平町、2019年（令和元年）8月）
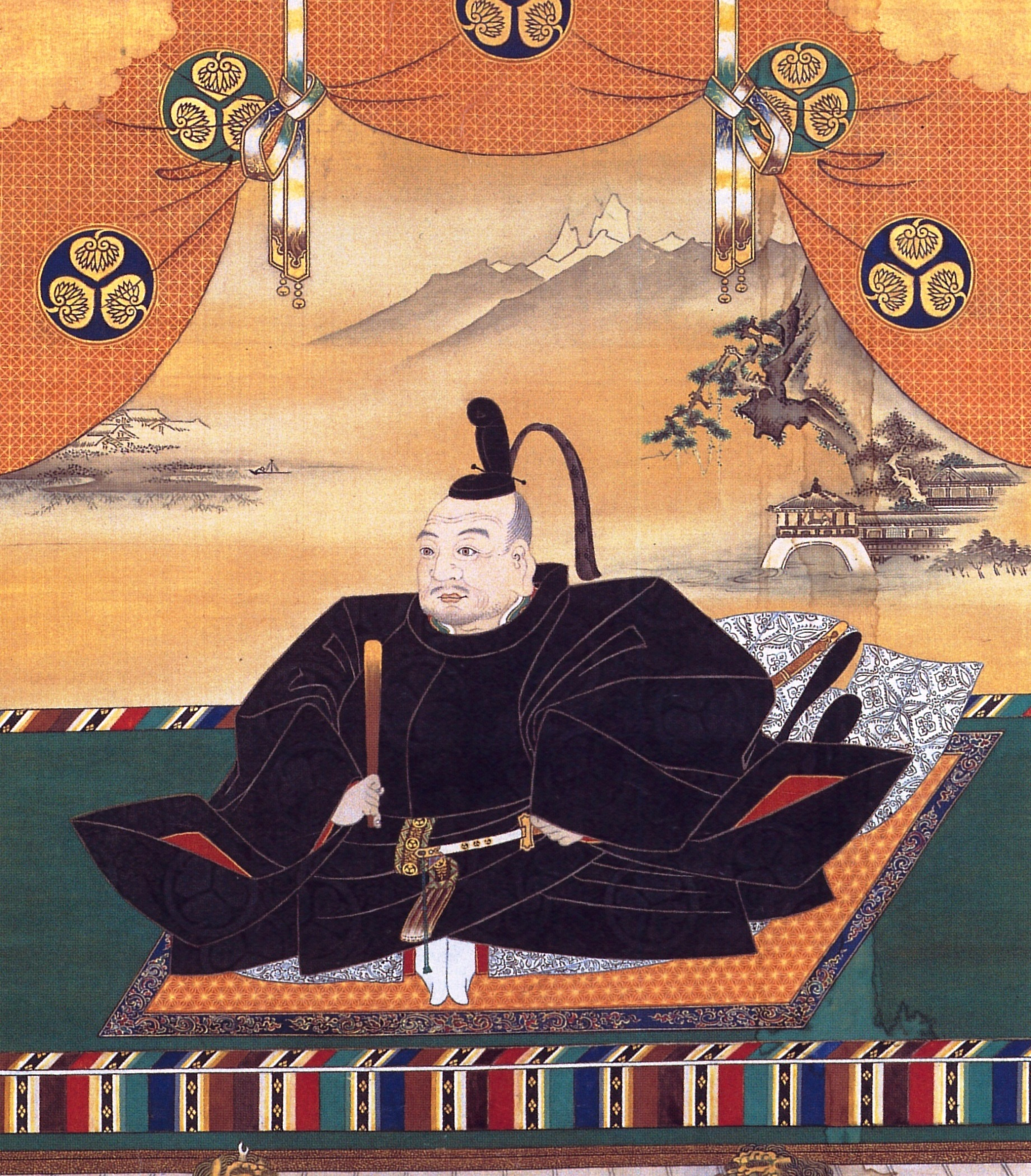
徳川家康像 （狩野探幽画、大阪城天守閣蔵）

1590年（天正18年）の徳川家康関東移封の後は岡崎城城主田中吉政の支配下に入り、寺社領の没収を受けるが、1602年（慶長7年）に徳川家康より高20石の大明神初穂料を下賜される。江戸時代に入ると、1617年（元和3年）には松平太郎左衛門家第8代松平由重によって本殿が造営されるのと同時に玄米4石7斗8升3合が例祭料・灯明料として宮口村高より免引され、1638年（寛永15年）には松平太郎左衛門家第10代松平重和によって再び本殿が造営され、1667年（寛文7年）・1683年（天和3年）・1686年（貞享4年）には奥殿藩大給松平家初代松平乗次によって堂宇が再建・改修され、1736年（元文元年）から翌年にかけては奥殿藩大給松平家第4代松平盈乗による堂宇の再建、灯明料として玄米2石4斗の寄進、例祭料として7斗8升3合の免引などがあり、1779年（安永8年）には奥殿藩大給松平家第5代松平乗穏による堂宇の造営、1790年（寛政2年）には奥殿藩大給松平家第7代松平乗尹による堂宇の造営、奥殿藩大給松平家第7代松平乗尹による堂宇の造営、1849年（嘉永2年）には奥殿藩大給松平家第9代松平乗利による下宮における不動一宇の造営、1858年（安政5年）と1861年（文久2年）には奥殿藩大給松平家第10代松平乗謨及び松平太郎左衛門家第16代松平頼載によって本殿の再興・修復、鳥居の再興が行われるなど、徳川家・松平家一門、とりわけ宮口村領主である大給松平家と松平郷を領した松平太郎左衛門家による厚遇ぶりには枚挙の暇がない。
1873年（明治6年）、六所大明神から六所神社と改称する。旧社格は郷社で、1917年（大正6年）には御料林となっていた六所山社有林の払い下げが許可され、翌1918年（大正7年）から1920年（大正9年）にかけて下宮の拝殿及び祭文殿が再建、1921年（大正10年）には県社に昇格している。現在は愛知県神社庁に属し、登記名を宗教法人六所神社としている。

## 主な祭典行事
- 1月1日：歳旦祭
- 2月11日：紀元祭
- 2月17日：祈年祭、秋葉神社祭、山の神祭
- 6月30日：大祓
- 7月25日：八ヶ峰神社祭
- 9月1日：二百十日祭、熱田祭
- 9月22日：神迎え神事・前日祭
- 9月23日：例祭・神送り神事
- 11月23日：新嘗祭
- 12月31日：大祓・除夜祭
- 毎月1日：月次祭

## 境内社
- 八ヶ峰神社（上宮）：大山祇神（通称：「隠居神様」）
- 秋葉神社（下宮）：軻遇突智神

## その他

### 六所神社の舞台

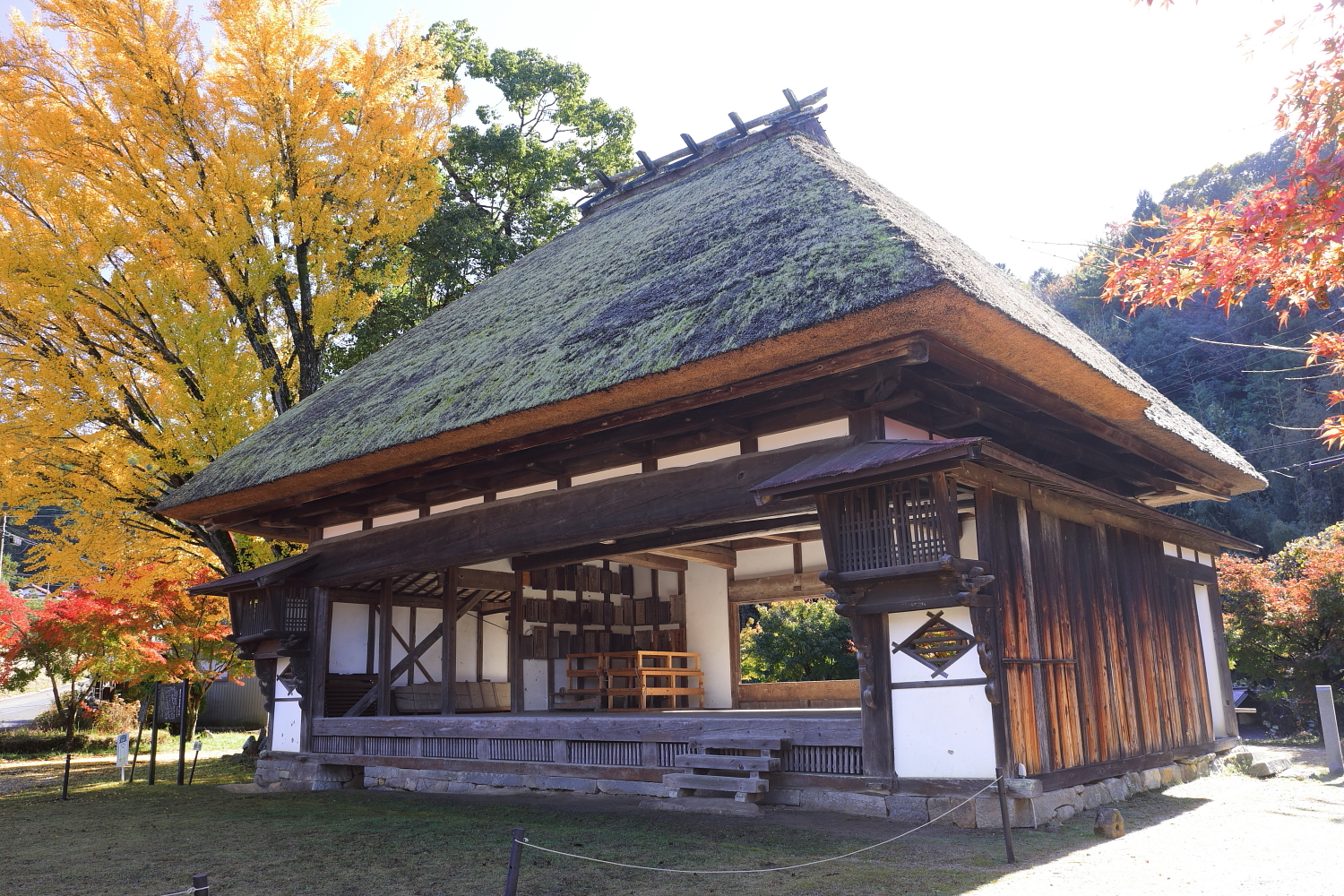
六所神社舞台
（2019年（令和元年）11月）

豊田市指定有形民俗文化財。1973年（昭和48年）2月15日指定。六所神社管理。1872年（明治5年）に六所神社下宮の境内に建てられた木造平屋茅葺の舞台で、間口は8間（14.5メートル）、奥行きは4.7間（8.5メートル）。このうち12.6メートルある舞台間口は一本の太い梁（90センチメートル×60センチメートル）が通しで支えており、屋根は合掌材の中途に梁を渡すことで支持されている。内部では登場者を乗せて上下する「二重仕掛」と呼ばれるからくりがあり、明治時代前期の古式をよく伝えているといわれる。木材は六所山で伐採されたスギ・ヒノキ・クリ・モミなどで、材料の運搬には近隣の氏子が多数参加し、木材が岩角に突き当たった時には岩角を削って搬出したとされる。そして棟上げには早朝から多数の見物人が集まり、大変なにぎわいであったという。
舞台の東隣に立っているクスノキとイチョウは、大正天皇の即位記念として植樹されたものである。

### 古六所（ころくしょ）神社
所在地は坂上町字古社（旧松平町㮛立（そだめ））（座標）。神明社末社の小石祠。大簗山妙昌寺古記集によれば、簗山（現王滝町）にある妙昌寺3世住職無染融了（むぜんゆうりょう）上人がシキミの採取のために山に入ったところ、笈を松の木にかけて休息している老人と出会った。無染上人が誰何したところ、自分は奥州鹽竈明神である、と老人は応え、この近隣に住まう氏子の守護のために出張してきたので定住先を選ぶように、と言い残して煙のように消えてしまった。驚いた無染上人はこの話を松平親氏に伝え、松平親氏はまずこの地に奥州鹽竈明神を勧請した後に、蜂ケ峰に地蔵尊6体を勧請して六所大明神としたという。

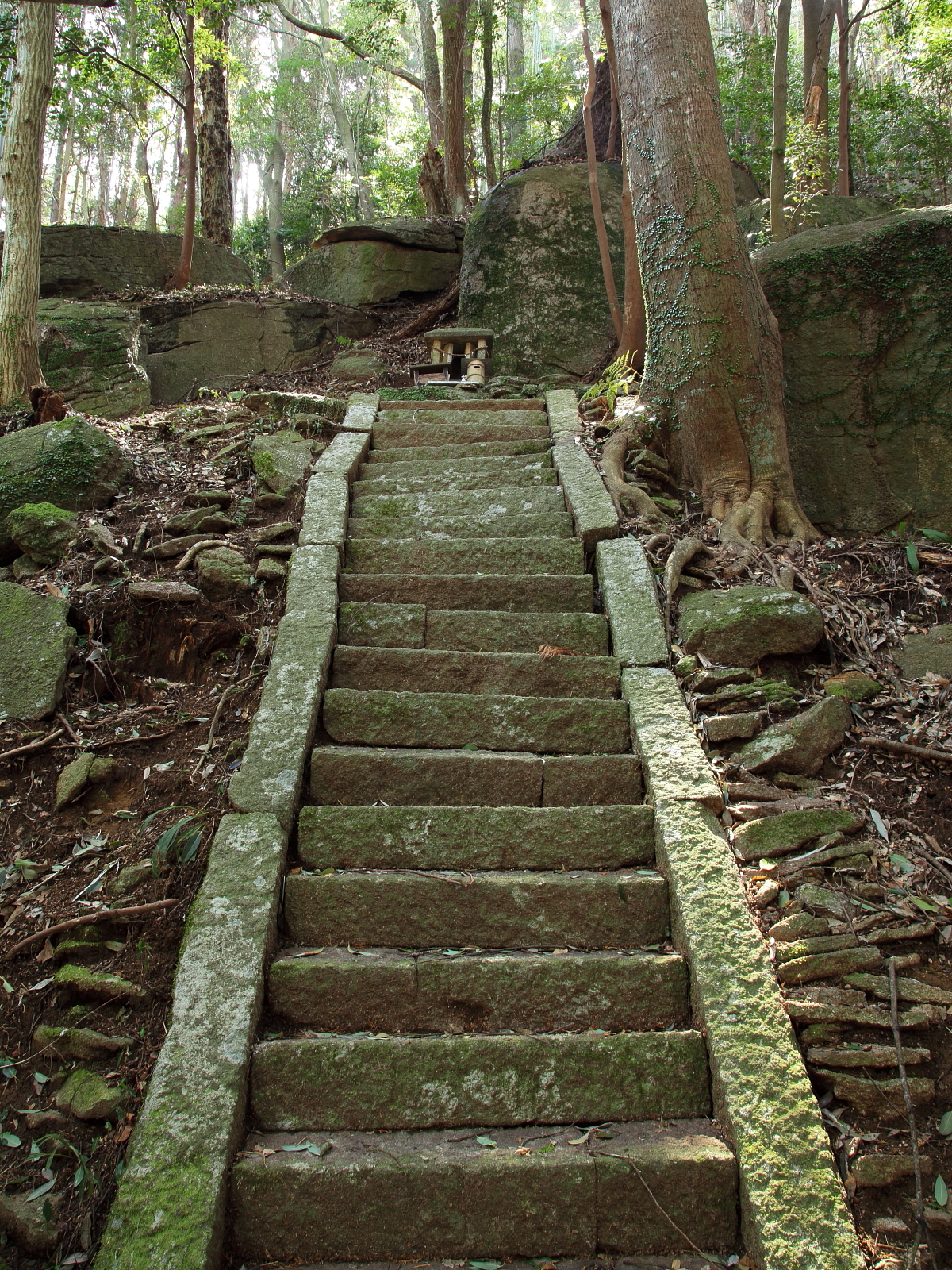
古六所神社 （2012年（平成24年）3月）
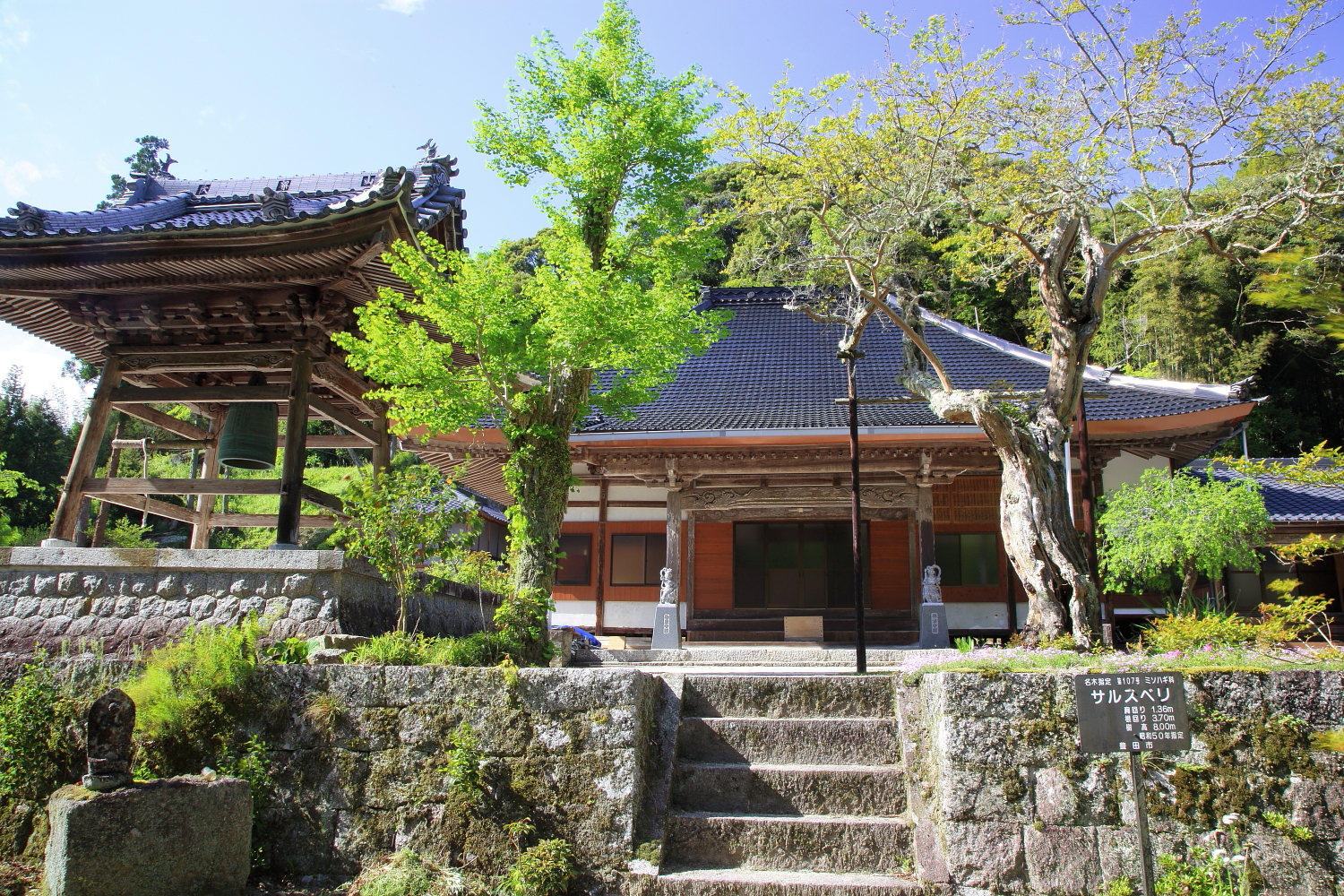
大簗山妙昌寺 （豊田市王滝町、2012年（平成24年）5月）